# Honda F
Honda F — рядный четырёхцилиндровый двигатель внутреннего сгорания производства японской компании Honda.

## SOHC

### F18A3
- Диаметр цилиндра × ход поршня: 85 мм × 81,5 мм
- Объём: 1,8 л (1849 см3)
- Конфигурация: I4
- Клапанный механизм: SOHC
- Клапанов: 16
- Мощность:
  - 86 кВт (115 л. с.) (до 1997 года)
  - 77 кВт (105 л. с.) при 6000 об/мин
- Крутящий момент: 143 Н·м при 4000 об/мин
- Расход топлива: 13 км/л

Двигатель также применялся в Rover 618i, который выпускался подразделением компании Honda в Суиндоне.

### F18B2
С 1998 по 2002 год двигатель применялся в Honda Accord (CG8, CH6) на европейском рынке, а с 1993 по 2002 год двигатель применялся в Honda Accord (CD3, CF3) 1,8 VTS/VTE на японском рынке. В 2000 году двигатель получил премию «Двигатель года».

#### Технические характеристики
- Диаметр цилиндра × ход поршня: 85 мм × 81,5 мм
- Объём: 1,8 л (1849 см3)
- Конфигурация: I4
- Клапанный механизм: SOHC VTEC + IAB
- Клапанов: 16
- Степень сжатия: 9,3:1
- Включение VTEC: 2500 об/мин
- Включение IAB: 4000 об/мин
- Мощность: 101 кВт (136 л. с.) при 6100 об/мин
- Крутящий момент: 168 Н·м при 5000 об/мин

### F20A
Двигатели серии F20A применялись в моделях Accord, Ascot Innova и Prelude в Японии и Европе.

#### Технические характеристики
- Диаметр цилиндра × ход поршня: 85 мм × 88 мм
- Объём: 2,0 л (1997 см3)
- Конфигурация: I4
- Степень сжатия: 9,6:1
- Клапанный механизм: SOHC
- Клапанов: 16
- Мощность:
  - F20A2: 82 кВт (110 л. с.) при 5700 об/мин (карбюратор)
  - F20A3: 82 кВт (110 л. с.) при 5700 об/мин (карбюратор)
  - F20A4: 99 кВт (133 л. с.) при 6000 об/мин (PGM-FI)
  - F20A5: 99 кВт (133 л. с.) при 5300 об/мин (PGM-FI)
  - F20A6: 66 кВт (89 л. с.) при 6000 об/мин (карбюратор)
  - F20A7: 99 кВт (133 л. с.) при 5600 об/мин (PGM-FI)
  - F20A8: 107 кВт (143 л. с.) при 5600 об/мин (PGM-FI)
- Крутящий момент:
  - F20A2: 150 Н⋅м при 3500 об/мин (карбюратор)
  - F20A3: 149 Н⋅м при 3800 об/мин (карбюратор)
  - F20A4: 179 Н⋅м при 3700 об/мин (PGM-FI)
  - F20A5: 179 Н⋅м при 5000 об/мин (PGM-FI)
  - F20A6: 150 Н⋅м при 3500 об/мин (карбюратор)
  - F20A7: 176 Н⋅м при 4400 об/мин (PGM-FI)
  - F20A8: 187 Н⋅м при 4800 об/мин (PGM-FI)
- Расход топлива F20A8: 9,4 л/100 км (в городе); 6,9 л/100 км (на шоссе)
- Смешанный расход топлива: 9,6 км/л (PGM-FI); 9,8 км/л (карбюратор)

Выпускалось множество модификаций двигателя F20A в зависимости от рынка сбыта. Карбюраторный двигатель F20A3 применялся в моделях CB3 ранних выпусков, в то время как инжекторный двигатель F20A5 применялся в моделях CB3 и CB4.

### F20B3
Двигатель применялся в Honda Accord Coupe (CD9) (1994—1997) и Honda Accord Aerodeck (CE2; универсал) (1994—1997) на нидерландском, бельгийском, французском, немецком, швейцарском и люксембургском рынках. Все модели, которые поставлялись с двигателями F20B3 имели пятиступенчатую механическую или же четырёхступенчатую автоматическую трансмиссию.

#### Технические характеристики
- Диаметр цилиндра × ход поршня: 85 мм × 88 мм
- Объём: 2,0 л (1997 см3)
- Конфигурация: I4
- Клапанный механизм: SOHC
- Клапанов: 16
- Степень сжатия: 9,0:1
- Мощность: 100 кВт (134 л. с.) при 5600 об/мин
- Крутящий момент: 184 Н⋅м при 4500 об/мин

### F20Z1
Двигатель F20Z1 идентичен двигателю F20A. Он применялся в Honda Accord CC7 (1993—1996), CE8 (1996—1998) на европейском рынке и Rover 620i (1993—1999).

#### Технические характеристики
- Диаметр цилиндра × ход поршня: 85 мм × 88 мм
- Объём: 2,0 л (1997 см3)
- Степень сжатия: 9,5:1
- Клапанный механизм: SOHC
- Клапанов: 16
- Мощность: 98 кВт (131 л. с.) при 5400 об/мин

### F20Z2
Двигатель F20Z2, являвшийся аналогом двигателя F20Z1 с низкой степенью сжатия, применялся в тех же моделях.

#### Технические характеристики
- Диаметр цилиндра × ход поршня: 85 мм × 88 мм
- Объём: 2,0 л (1997 см3)
- Степень сжатия: 9,0:1
- Клапанный механизм: SOHC
- Клапанов: 16
- Мощность: 86 кВт (115 л. с.) при 5300 об/мин

### F22A
Серия двигателей F22A применялась в Honda Accord и Honda Prelude S.

#### Технические характеристики
- Диаметр цилиндра × ход поршня: 85 мм × 95 мм
- Объём: 2,2 л (2156 см3)
- Клапанный механизм: SOHC
- Клапанов: 16
- Степень сжатия: 8,8:1
- Мощность:
  - F22A1: 93 кВт (125 л. с.) при 5200 об/мин (Accord DX, LX). В модели Prelude S (1992—1996) также применялся двигатель F22A1, однако ввиду ЭБУ P12 его мощность была увеличена до 101 кВт (135 л. с.).
  - F22A2: 108 кВт (145 л. с.) при 5600 об/мин (Accord EXi 2WS 1990—1993, Prelude S и SI 1992—1996) — 2,2-литровый двигатель с водяным охлаждением, клапанным механизмом SOHC и последовательным многоточечным впрыском топлива, без каталитического нейтрализатора (KT/KY). Степень сжатия — 8,9:1. Двигатель оснащён тем же распредвалом, что и F22A6, а также коллектором 4—1 и простым впускным коллектором от F22A1 без IABS. Он применялся в моделях Accord и Prelude, продававшихся в странах Персидского залива.
  - F22A3: 112 кВт (150 л. с.) — версия для европейского рынка.
  - F22A4: 97 кВт (130 л. с.) при 5200 об/мин (Accord EX).
  - F22A6: 104 кВт (140 л. с.) при 5600 об/мин.
  - F22A7 (PT4): 112 кВт (150 л. с.) — двигатель с ЭБУ obd1. Степень сжатия — 9,8:1.
  - F22A9 — версия для австралийского рынка.
- Крутящий момент:
  - F22A1: 186 Н·м при 4000 об/мин
  - F22A4: 193 Н·м при 4000 об/мин
  - F22A6: 193 Н·м при 4500 об/мин
  - F22A7: 198 Н·м при 5000 об/мин

### F22B1
Двигатель F22B1 применялся в моделях Honda Accord EX (1994—1997), JDM Accord 2.2VTE, VTL и VTS (1993) и Acura CL (1997). Являлся первым двигателем серии F с системой VTEC.

#### Технические характеристики
- Диаметр цилиндра × ход поршня: 85 мм × 95 мм
- Объём: 2,2 л (2156 см3)
- Степень сжатия: 8,8:1
- Клапанный механизм: SOHC VTEC
- Клапанов: 16
- Мощность: 108 кВт (145 л. с.) при 5500 об/мин
- Крутящий момент: 199 Н·м при 4500 об/мин
- Включение VTEC: 2300~3200 об/мин (в зависимости от давления в коллекторе)
- Красная зона: 6500 об/мин (отключение подачи топлива)
- Порядок работы цилиндров: 1—3—4—2
- Топливная система: OBD-I PGM-FI (1994—1995); OBD-II PGM-FI (1996—1998)

### F22B5
Двигатель F22B5 применялся в Honda Accord Aerodeck на европейском рынке.

#### Технические характеристики
- Диаметр цилиндра × ход поршня: 85 мм × 95 мм
- Объём: 2,2 л (2156 см3)
- Степень сжатия: 9,8:1
- Клапанный механизм: SOHC
- Клапанов: 16
- Мощность: 112 кВт (150 л. с.) при 5600—5900 об/мин
- Крутящий момент: 199 Н·м при 4500—5000 об/мин
- Красная зона: 6200 об/мин
- Порядок работы цилиндров: 1—3—4—2
- Топливная система: PGM-FI
- Требуемое топливо: неэтилированный бензин премиум-класса (RON) с октановым числом 95 или выше (эквивалент октанового числа 91 в США).

### F22B
F22B2, F22B3, F22B6 и F22B8 похожи друг на друга, но отличаются выхлопными коллекторами.

#### Применения
- Honda Accord DX, LX, SE и Prelude (1993—1997) (F22B2)
- Honda Accord EXi (1994—1997) (Австралия и Новая Зеландия) (F22B3)
- Honda Odyssey (1995—1997) (F22B6)
- Honda Shuttle (F22B8)

#### Технические характеристики
- Объём: 2,2 л (2156 см3)
- Диаметр цилиндра × ход поршня: 85 мм × 95 мм
- Клапанный механизм: SOHC, DOHC
- Клапанов: 16
- Степень сжатия: 8,8:1
- Мощность: 97 кВт (130 л. с.) при 5300 об/мин
- Крутящий момент: 188 Н·м при 4200 об/мин
- Красная зона: 6300 об/мин
- Предел оборотов: 6900 об/мин
- Порядок работы цилиндров: 1—3—4—2
- Топливная система: OBD-I, реже OBD-II PGM-FI

### F23A1
Двигатель F23A1 применялся в моделях Honda Accord LX, EX, SE и LEV (1998—2002) и Acura 2.3CL в Северной Америке.

#### Технические характеристики
- Топливная система: MFI
- Диаметр цилиндра × ход поршня: 86 мм × 97 мм
- Объём: 2,3 л (2254 см3)
- Клапанный механизм: SOHC VTEC
- Клапанов: 16
- Степень сжатия: 9,3:1
- Мощность: 112 кВт (150 л. с.) при 5700 об/мин
- Крутящий момент: 206 Н·м при 4900 об/мин

### F23A4
Двигатель F23A4 применялся в Honda Accord ULEV (1998—2002). Его мощность составляет 110 кВт (148 л. с.), а крутящий момент — 204 Н·м.

### F23A5
Двигатель F23A5 применялся в моделях Honda Accord DX (1998—2002), Honda Accord LXi (1998—2002) в Новой Зеландии и Honda Accord LX VP (2002; комплектация Premium) в Северной Америке.

#### Технические характеристики
- Диаметр цилиндра × ход поршня: 86 мм × 97 мм
- Объём: 2,3 л (2254 см3)
- Клапанный механизм: SOHC
- Клапанов: 16
- Степень сжатия: 8,8:1
- Мощность: 101 кВт (135 л. с.) при 5500 об/мин
- Крутящий момент: 206 Н·м при 4500 об/мин

### F23A7
Двигатель F23A7 во многом имеет сходства с F23A1. Он применялся в Honda Odyssey (1998), Isuzu Oasis (1998—1999) и EUDM Honda Shuttle.

#### Технические характеристики
- Диаметр цилиндра × ход поршня: 86 мм × 97 мм
- Степень сжатия: 9,3:1

### F23Z5
Двигатель применялся в Honda Accord (CL3; 2001—2003) в Европе.

#### Технические характеристики
- Диаметр цилиндра × ход поршня: 86 мм × 97 мм
- Степень сжатия: 9,3:1
- Мощность: 115 кВт (154 л. с.) при 5700 об/мин
- Крутящий момент: 206 Н·м при 4900 об/мин

## DOHC

### F20A
Двигатель F20A применялся в моделях CB3 и CB4 Honda Accord 2.0Si (1990—1993), Honda Prelude Si—SR JDM—EDM и Honda Ascot Innova.

#### Технические характеристики
- Диаметр цилиндра × ход поршня: 85 мм × 88 мм
- Объём: 2,0 л (1997 см3)
- Клапанный механизм: DOHC
- Клапанов: 16
- Степень сжатия: 9,5:1
- Мощность: 112 кВт (150 л. с.) при 6100 об/мин
- Крутящий момент: 186 Н·м при 5000 об/мин

### F20B
Двигатель F20B применялся в моделях CF4, CF5, CF9, CL3 Honda Accord и Honda Torneo (1997—2001). В двигателе применяются клапанный механизм DOHC и система VTEC, по аналогии с двигателем H22A, который применялся в Prelude, однако сам двигатель был разработан в соответствии с налогами на двигатели объёмом менее 2 литров, действующими во многих странах.

#### Технические характеристики
- Accord SiR, SiR-T (1997—2001)
- Клапанный механизм: DOHC VTEC
- Клапанов: 16
- Диаметр цилиндра × ход поршня: 85 мм × 88 мм
- Объём: 2,0 л (1997 см3)
- Мощность: 147 кВт (197 л. с.) при 7200 об/мин (МКПП); 132 кВт (180 л. с.) при 7000 об/мин (АКПП)
- Крутящий момент[3]: 196 Н·м при 6600 об/мин (МКПП); 192 Н·м при 5500 об/мин (АКПП)
- Включение VTEC: 5600 об/мин
- Красная зона: 7400 об/мин
- Предел оборотов: 7800 об/мин
- Степень сжатия: 11,0:1
- Топливная система: OBD-2b

### F20C
Двигатель F20C радикально отличался от предыдущих двигателей F-серии и имел только общие базовые размеры, такие как расстояние между отверстиями. Он был разработан специально для Honda S2000 и имел некоторые общие технические характеристики с двигателем Honda K. Также был выпущен длинноходный вариант F22C1.

#### Технические характеристики
- Годы производства: 2000—2009
- Диаметр цилиндра × ход поршня: 87 мм × 84 мм
- Объём: 2,0 л (1998 см3)
- Степень сжатия: 11,5:1; 11,7:1 (по японским стандартам)
- Мощность: 179 кВт (240 л. с.) при 8300 об/мин
- Крутящий момент: 206 Н·м при 7000 об/мин
- Красная зона: 9000 об/мин
- Включение VTEC: 6000 об/мин

### F22C1
Двигатель F22C1 представлял собой переработанную версию двигателя F20C с новым соотношением длины шатуна и хода поршня и увеличенным рабочим объёмом благодаря удлинённому ходу поршня. Следовательно, максимальная частота вращения была снижена до 8000 об/мин. Распредвалы были переработаны вместе с клапанами и пружинами клапанов. Степень сжатия также была снижена. Все эти изменения привели к улучшению крутящего момента на низких оборотах, а также повысили максимальный крутящий момент на 6%. Мощность осталась прежней.

#### Технические характеристики
- Годы производства: 2004—2009
- Диаметр цилиндра × ход поршня: 87 мм × 90,7 мм
- Объём: 2,2 л (2157 см3)
- Степень сжатия: 11,1:1
- Мощность: 179 кВт (240 л. с.) при 7800 об/мин
- Крутящий момент: 220 Н·м при 7000 об/мин
- Красная зона: 8200 об/мин
- Включение VTEC: 6000 об/мин

### F22B
Двигатель F22B применялся в модели Honda Prelude Si (1992—1996) в Японии. Он имеет сходство с двигателем H23A. Некоторое время двигатель применялся в автомобилях Honda Prelude пятого поколения (1996—2001).

#### Технические характеристики
- Диаметр цилиндра × ход поршня: 85 мм × 95 мм
- Объём: 2,2 л (2156 см3)
- Клапанный механизм: DOHC
- Клапанов: 16
- Степень сжатия: 9,3:1
- Мощность: 119 кВт (160 л. с.) при 6500 об/мин
- Крутящий момент: 215 Н·м при 6000 об/мин
- Красная зона: 6800 об/мин